# Cerkiew św. Dymitra w Bodakach (greckokatolicka)
Cerkiew św. Dymitra w Bodakach – dawna cerkiew greckokatolicka zbudowana w 1902 znajdująca się w Bodakach.
Po 1947 przejęta przez rzymskich katolików i użytkowana jako kościół filialny parafii w Małastowie.
Obiekt znajduje się na Szlaku Architektury Drewnianej w województwie małopolskim.

## Historia obiektu
Cerkiew, wzniesiona w 1902, należy do najmłodszych świątyń typu łemkowskiego. Po wysiedlenia ludności łemkowskiej w czasie Akcji „Wisła” została zaadaptowana na kościół, którą to funkcję pełni do dziś. Remontowana w latach 90. XX wieku.

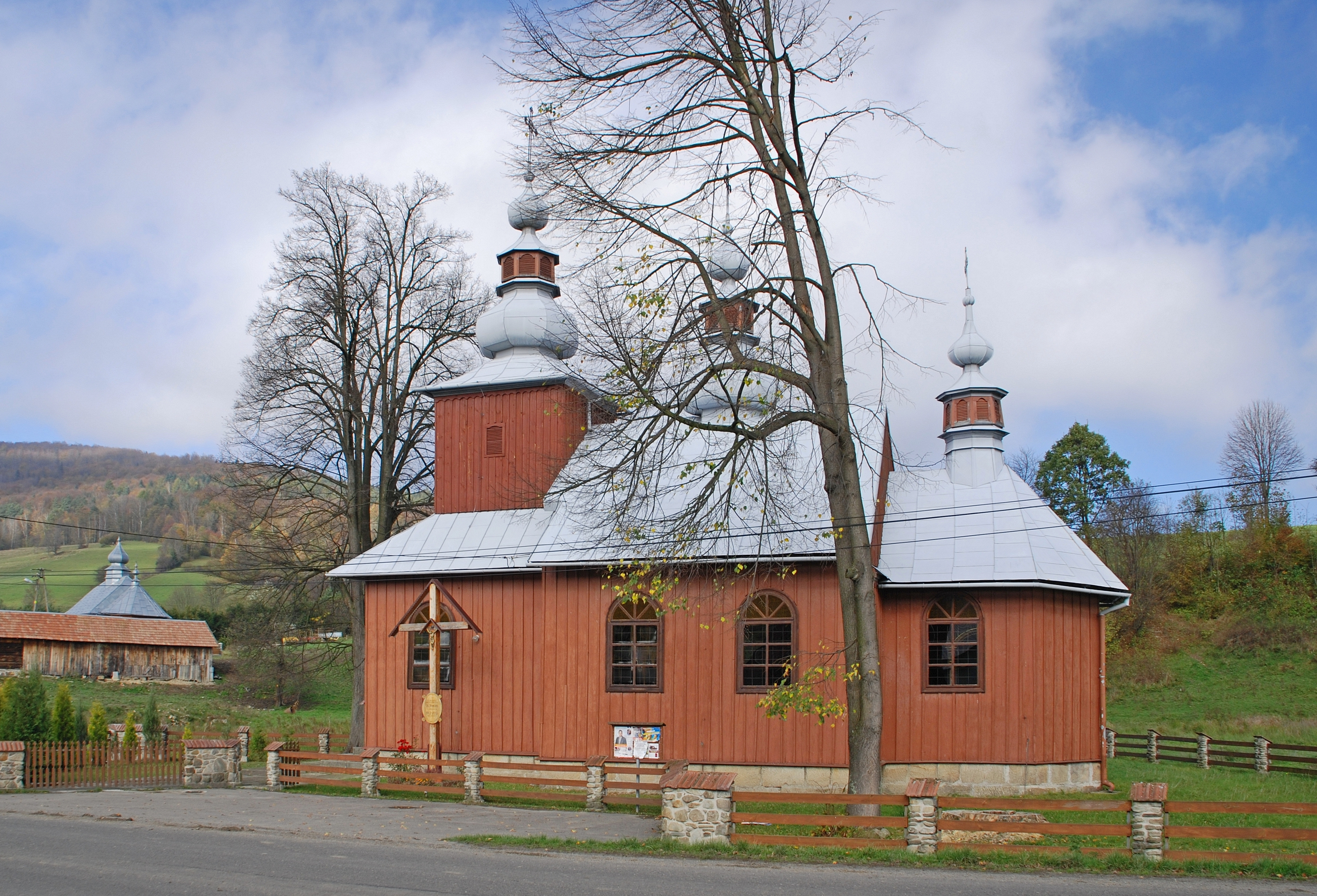
Elewacja południowa
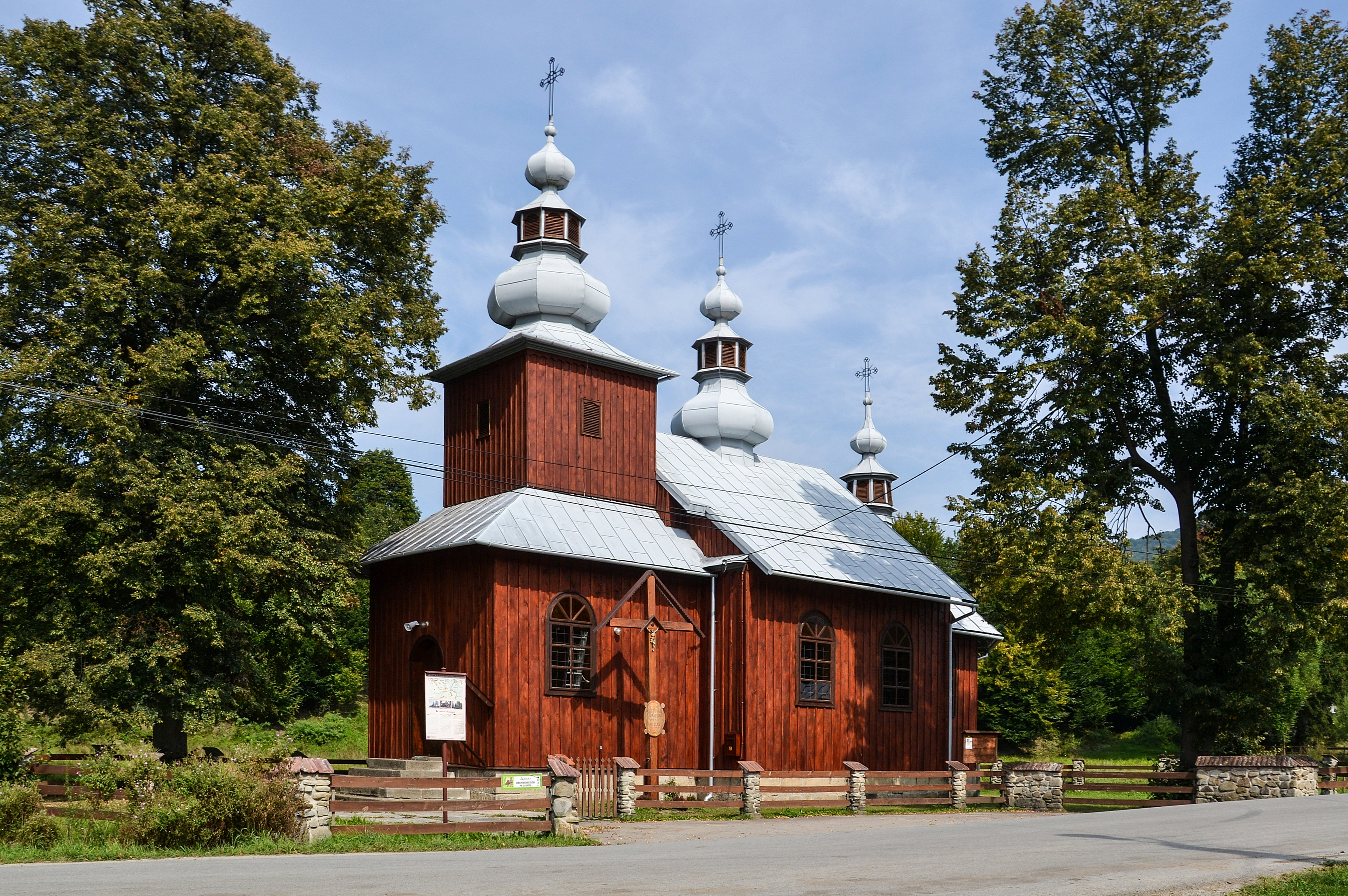
Elewacja zachodnia
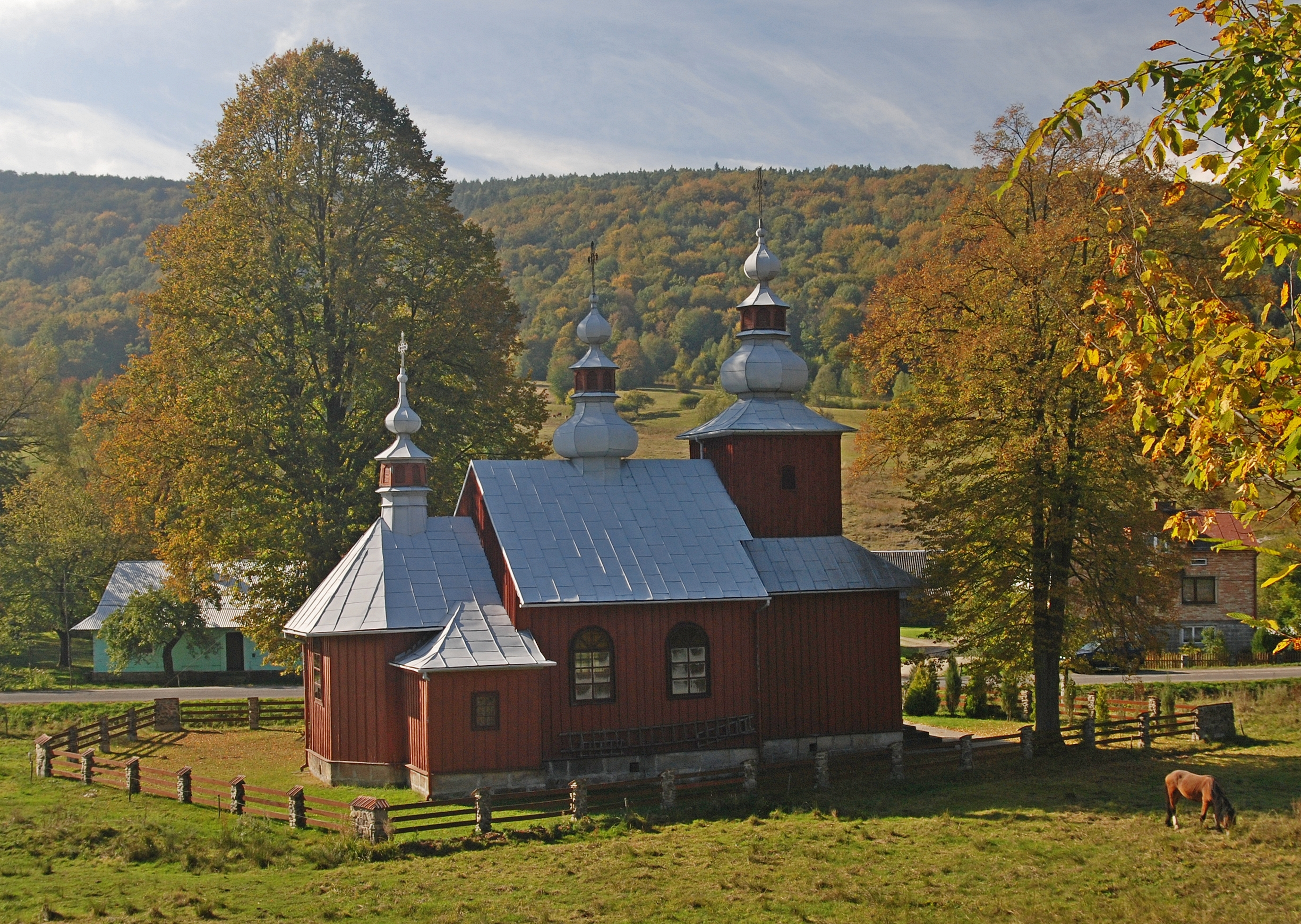
Widok od strony północnej

## Architektura i wyposażenie
Cerkiew to budowla trójdzielna, orientowana, drewniana, konstrukcji zrębowej. Ponad przedsionkiem wznosi się wieża o konstrukcji słupowej, zwieńczona hełmem z pseudolatarnią. Podobne hełmy znajdują się również nad nawą i - skromniejszy - prezbiterium. Okna cerkwi są prostokątne. Do prezbiterium dobudowana jest zakrystia. Nawa cerkwi jest najszerszą częścią budowli, pokrywa ją dach kalenicowy.
Wnętrze przykryte jest stropem płaskim z polichromią ornamentalną i figuralną z początku XX wieku. Na ścianach znajdują się wyobrażenia świętych Cyryla i Metodego oraz świętych Włodzimierza i Olgi. W budynku zachował się również kompletny ikonostas powstały bezpośrednio po wzniesieniu cerkwi, autorstwa A.H. Szajna z Rymanowa.

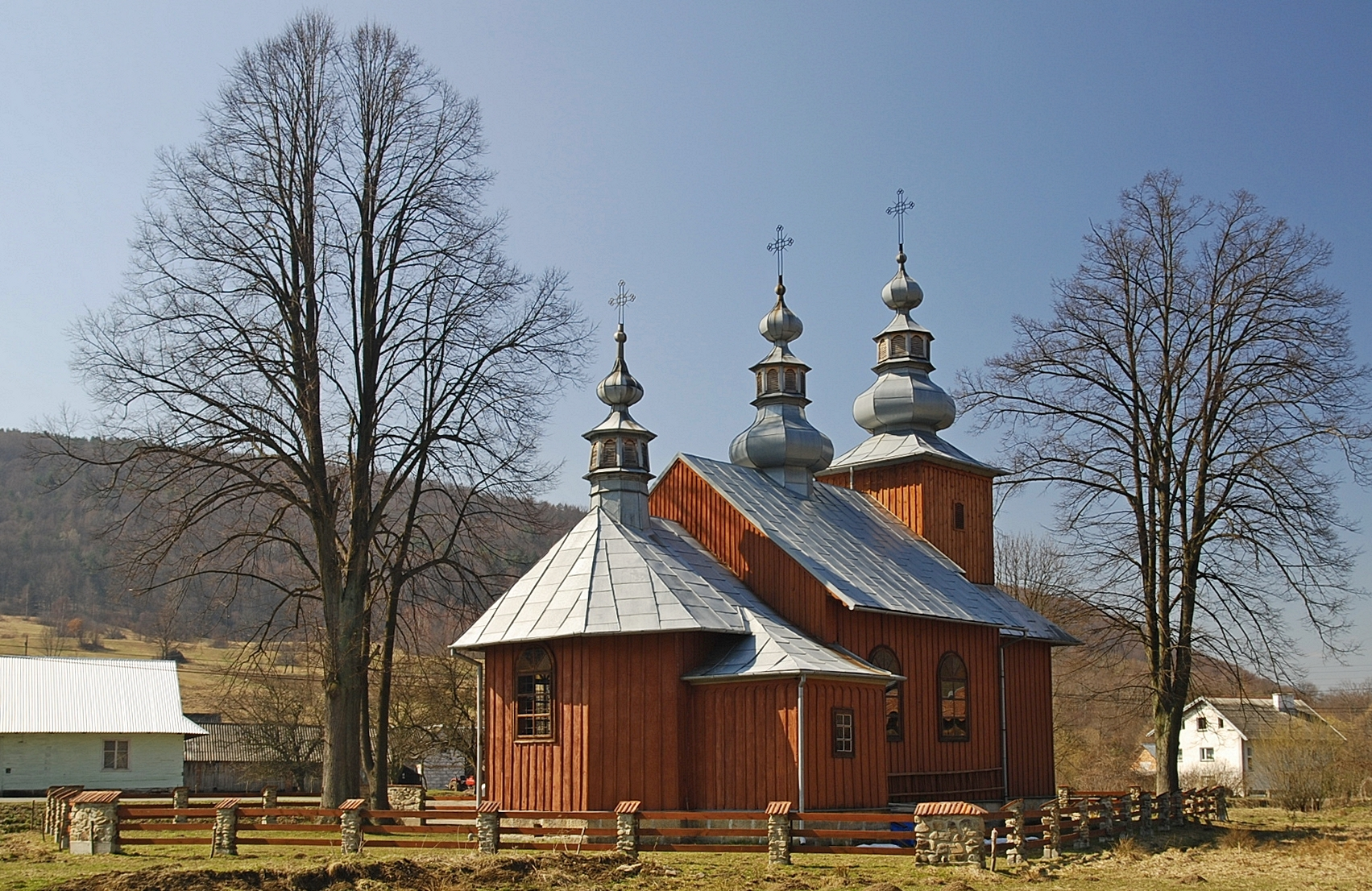
Widok od strony wschodniej
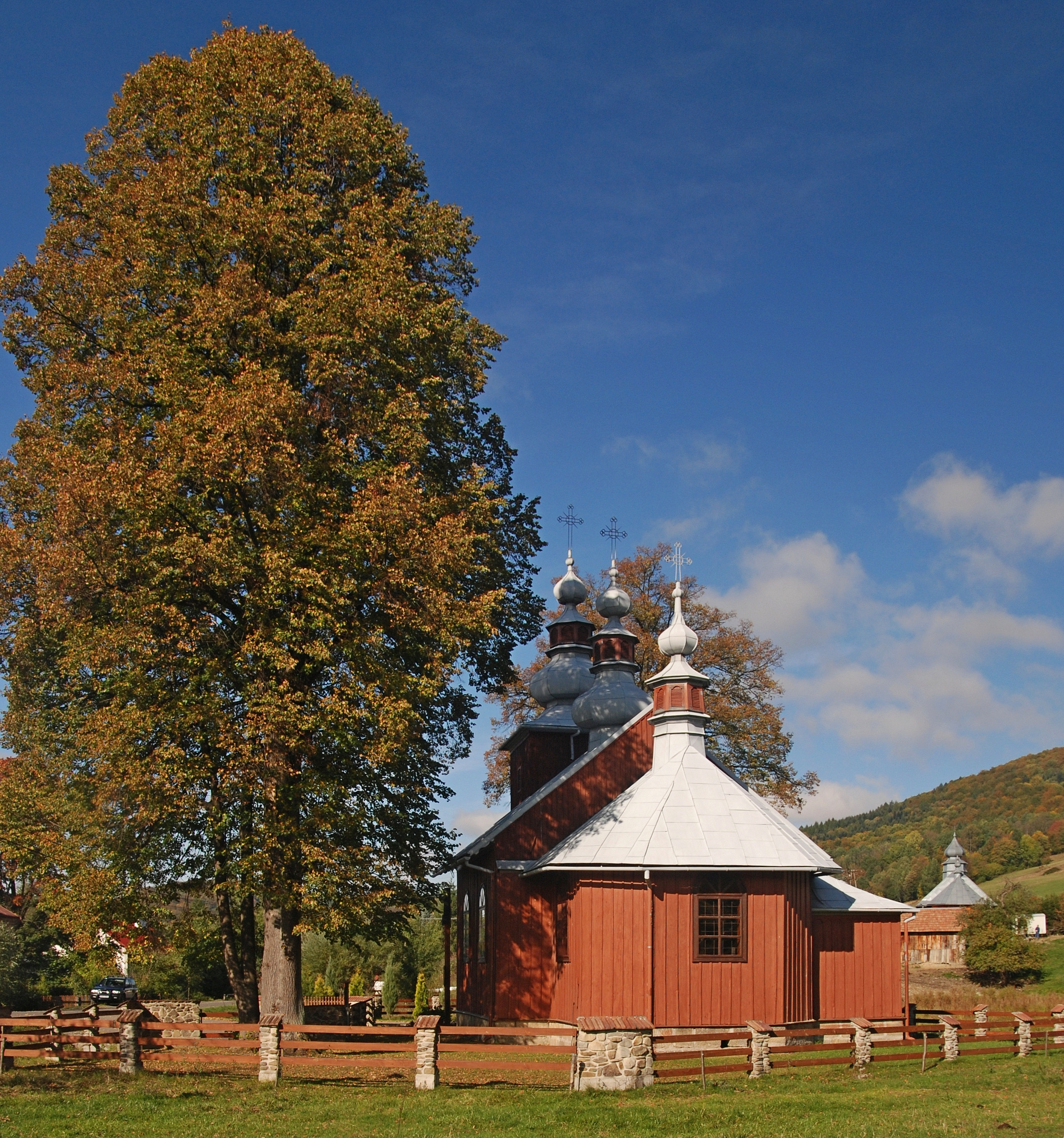
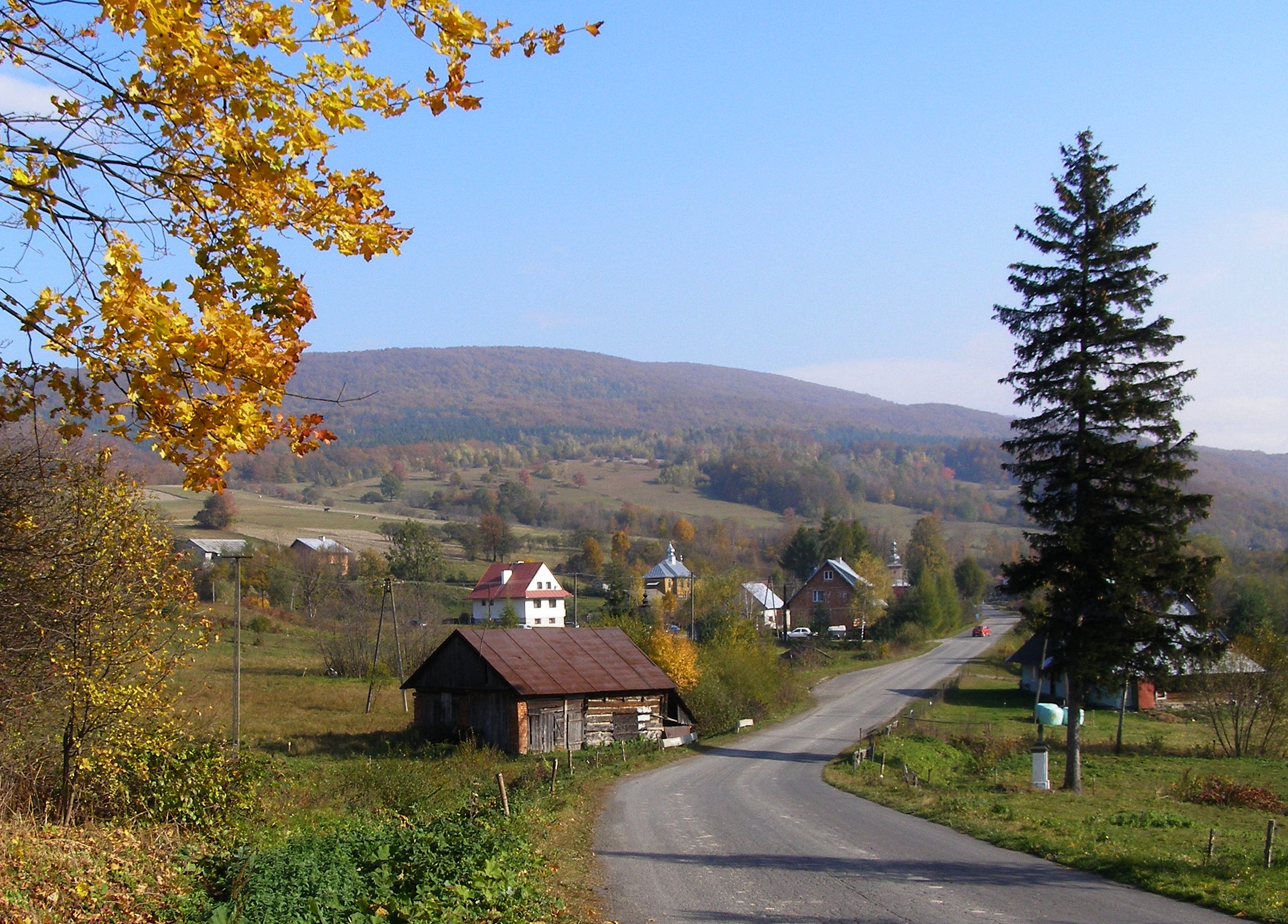
Widok ogólny